# 克里斯多夫·吉拉尔

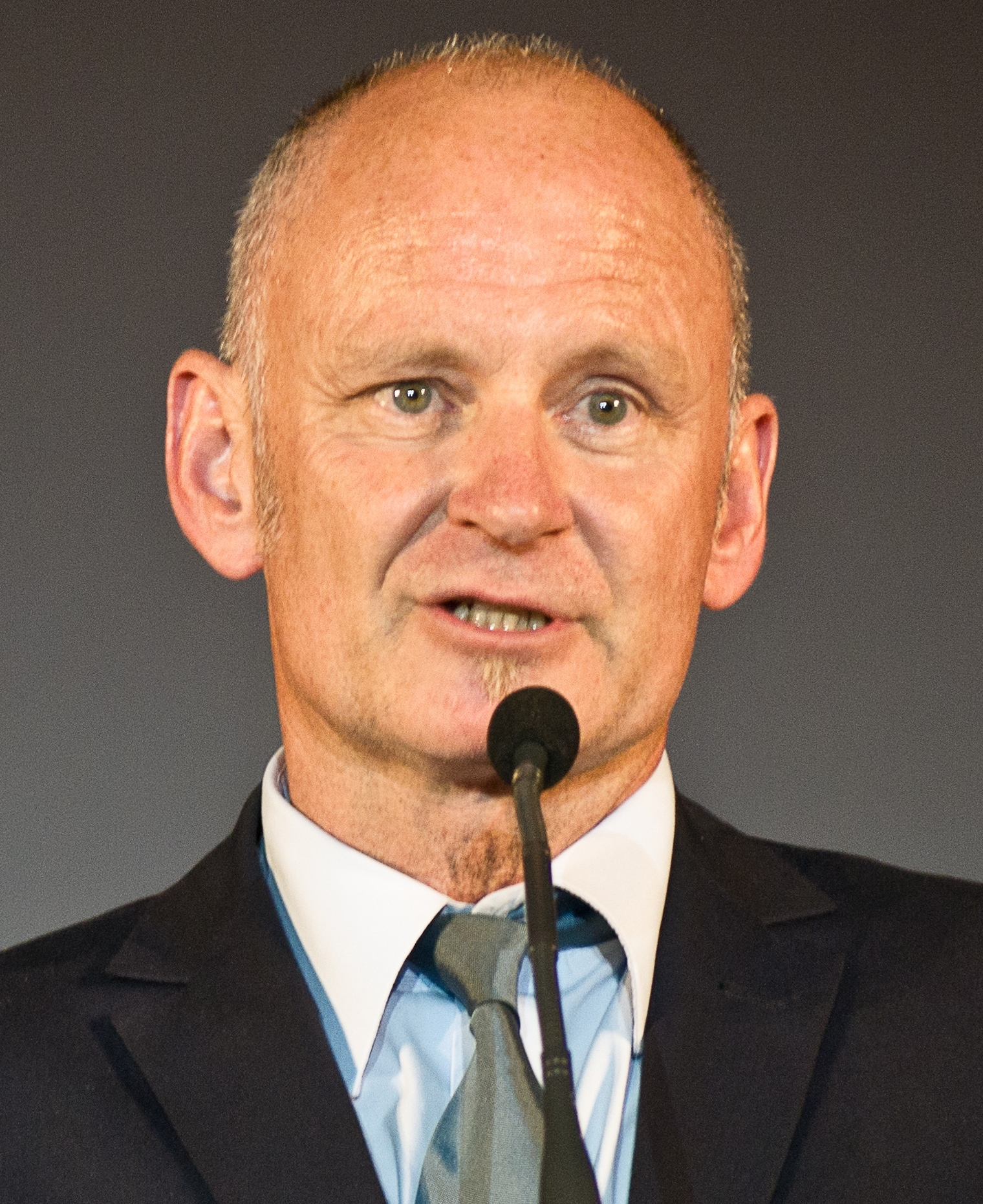
克里斯多夫·吉拉尔，2011年摄

克里斯多夫·吉拉尔（1956年2月9日—），法国政治人物，社会党党员，曾任巴黎市副市长。
2020年1月，法国女作家凡妮莎·斯普林莫拉出书叙述了她14岁时被50岁的作家加布里埃尔·马茨涅夫引诱发生性关系、遭受暴力，成年后仍经受马茨涅夫骚扰的经历。此前，马茨涅夫多次公开表示自己有恋童癖。有人指称吉拉尔与马茨涅夫交情甚好，吉拉尔声称与马茨涅夫没有私交。7月，巴黎市政府找到了吉拉尔三次宴请马茨涅夫的发票。吉拉尔在7月25日宣布辞去副市长一职。
2020年8月16日，《纽约时报》发表文章称，时年46岁的突尼斯裔男子阿尼斯·哈迈德（Aniss Hmaïd）向报社举报吉拉尔性剥削。哈迈德称，他15岁时在突尼斯结识了吉拉尔，两人随后开始了十年的关系；他从16岁时起遭受吉拉尔的性虐待；吉拉尔有时会雇他到吉拉尔在法国南部的私宅做男仆，或是在伊夫圣洛朗给哈迈德安排临时工作，作为给哈迈德的报酬。当时吉拉尔尚未从政，是伊夫圣洛朗的高管。文章刊出后，吉拉尔否认了哈迈德的指控。